# صلوة بن عامر (حالمين)
صلوة بن عامر هي إحدى قرى عزلة حبيل الريدة بمديرية حالمين التابعة لمحافظة لحج، بلغ تعداد سكانها 333 نسمة حسب تعداد اليمن لعام 2004.